# Nova Lipa (Słowenia)
Nova Lipa – wieś w Słowenii, w gminie Črnomelj. W 2018 roku liczyła 88 mieszkańców.